# Хајнрих Киперт
Хајнрих Киперт (Берлин, 31. јул 1818 — Берлин, 21. април 1899) био је немачки географ и картограф.

## Биографија
Већ у младости, приликом путовања с родитељима, Киперт је показивао посебан интерес за географију и цртао је разне скице. Његов таленат препознао је Леополд фон Ранке, историчар и породични пријатељ Кипертових, који им је давао смернице за школовање младог Хајнриха. Гимназију је похађао код младог филолога Аугуста Мајнекеа, приликом чега је развио интерес и за антички период. Већ током тог раздобља, млади Киперт је критиковао грешке на школским историјским картама.
Високо образовање Киперт је стекао на Универзитету у Берлину, где је похађао историју, филологију и географију. Крајем 1840-их, у сарадњи с Карлом Ритером објавио је свој први рад — Атлас Грчке и њених колонија којим се истакнуо у сфери историјске картографије. Недуго потом, Киперт је саставио и Историјско-географски атлас старог света. Године 1863. у Берлину је издат и Антички атлас (лат. Atlas antiquus) на немачком језику који је наредних деценија био преведен и на енглески, француски, руски, холандски и италијански језик.
Године 1893. Киперт је на латинском издао и први велики атлас античког света под називом Formae orbis antiqui, који се делом темељио и на његовим путовањима османлијском Малом Азијом. Киперт је предавао географију на Берлинском универзитету од 1854. године, па до своје смрти, 21. априла 1899. године, а опсежан и недовршени рад који је оставио иза себе наставио је да дорађује његов син Ричард.
Кипертова острва у Арктичком океану добила су име по њему.

## Дела
- (језик: немачки)  (Берлин, 1848)
- (језик: немачки) Historisch-geographischer Atlas der alten Welt (Вајмар, 1851)
- (језик: немачки)  (Берлин, 1857)
- (језик: немачки)  (Берлин, 1863)
- (језик: немачки)  (Берлин, 1867)
- (језик: италијански) Mirabilia Romae, e codicibvs vaticanis emendata (Рим, 1869)
- (језик: немачки)  (Берлин, 1871)
- (језик: енглески) A manual of ancient geography (Лондон, 1881)
- (језик: немачки)  (Берлин, 1878)
- (језик: француски) Manuel de géographie ancienne (Париз, 1887)
- (језик: немачки)  (Берлин, 1893)
- (језик: латински)  (Берлин, 1896)

## Галерија
- (реиздање из 1903)
- Нова генерална мапа Азијских/Источних провинција Османског царства: Без Арабије
- Аустроугарска и Румунија (етничка карта)
- Етничка мапа Балканског полуострва (1882)